# Vnitřní Brno
Vnitřní Brno je především historické označení území Brna, tak jak existovalo v letech 1850–1919, přičemž docházelo k menším změnám hranic tohoto celku. 
Do určité míry se toto území krylo s územím moderní samosprávné městské části Brno-střed, a až do 31. ledna 1949 tvořilo samostatný soudní okres Brno-město. S menšími úpravami existovaly katastrální hranice tohoto celku až do druhé katastrální reformy Brna z let 1966–1969. 
V současnosti je výrazná většina území někdejšího Vnitřního Brna součástí městské části Brno-střed, malé okrajové části náležejí k městským částem Brno-Bohunice, Brno-Černovice, Brno-jih, Brno-Jundrov, Brno-Kohoutovice, Brno-Královo Pole, Brno-sever, Brno-Žabovřesky a Brno-Židenice.

## Změny hranic a členění Vnitřního Brna
Území Vnitřního Brna zároveň tvořilo jednu osadu Město Brno, která existovala až do roku 1972, kdy byla zrušena a přerozdělena mezi nově vzniklé místní části územně identické s katastrálními územími vytvořenými při katastrální reformě z let 1966–1969. Tato místní část se původně skládala z vlastního Města Brna, bývalých magistrátních předměstí: Kožené, Křenové, Malé Nové Ulice, Náhonu, Na Hrázi a Příkopu, Pekařské, Silniční, Špilberku, Švábky, U Svaté Anny, V Jirchářích; a bývalých nemagistrátních předměstí: Dolního a Horního Cejlu, Josefova, Křížové, Nových Sadů, Starého Brna, Trnité, Velké Nové Ulice a Červené a Zábrdovic. Všechny výše vyjmenované části zároveň tvořily samostatné katastrální obce.
Z podrobného srovnání různě starých map císařských otisků stabilního katastru vyplývá, že mezi lety 1850 a 1919 došlo k řadě menších změn hranic Brna, při kterých došlo ke zvětšení území tzv. Vnitřního Brna. Roku 1869 byl k Brnu připojen areál černovické psychiatrické léčebny. Psychiatrická léčebna se stala samostatným katastrálním územím Zábrdovice II a původní Zábrdovice byly přejmenovány na Zábrdovice I. Před rokem 1870 byl katastr Křížové rozšířen o pozemky původně patřící k tehdejší obci Žabovřesky Roku 1883 byl na původně hornoheršpických pozemcích založen brněnský ústřední hřbitov, jehož tehdejší areál byl ve formě oddělené exklávy zároveň připojen k Brnu jako nové katastrální území Staré Brno II, přičemž původní Staré Brno bylo přejmenováno na Staré Brno I. 9. února 1892 byly ke Starému Brnu I připojeny některé pozemky na jihovýchodě tehdejšího katastru obce Jundrova. V letech 1893–1894 došlo na levém břehu Svitavy k rozšíření areálu První brněnské strojírny, současně došlo v těchto místech i k rozšíření zábrdovického katastru (a tím i území Brna) na úkor katastru obce Černovice. Vedle nové části strojírny se jednalo především o dnešní blok domů mezi ulicemi Hladíkovou, Olomouckou a Tržní. Před koncem 19. století došlo k několika nepatrným změnám hranice Brna a Králova Pole. 23. října 1912 pak následovala další úprava hranice, při níž Královo Pole ztratilo ve prospěch brněnského katastrálního území Dolní a Horní Cejl pozemky přiléhající k severnímu okraji Schreberových zahrádek na území dnešních Černých Polí. Roku 1915 pak byly oba starobrněnské katastry sloučeny do nového katastrálního území Staré Brno a Vídeňka, jehož součástí se zároveň stalo velké území tvořící severní část tehdejšího katastru obce Horní Heršpice, zahrnující širší oblast kolem Vídeňské ulice a rozšířenou část Ústředního hřbitova.
Roku 1935 došlo k menším úpravám katastrální hranice s tzv. Vnějším Brnem, roku 1936 bylo katastrální území Zábrdovice II sloučeno s Černovicemi, Zábrdovice I byly přejmenovány na Zábrdovice. Při první katastrální reformě Brna z let 1941–1942 došlo k dalším menším úpravám společné katastrální hranice s Vnějším Brnem. Při výše zmíněné katastrální reformě byl v rámci Vnitřního Brna počet katastrálních území zredukován na 9: Dolní a Horní Cejl, Křížová, Město Brno, Nové Sady, Staré Brno a Vídeňka, Špilberk, Trnitá, Velká Nová Ulice a Červená, Zábrdovice.